# زمردی بریس
زمردی بریس (نام علمی: Chlorostilbon bracei) نام یک گونه منقرض‌شده از سرده زمردی‌ها است.